# Budeasa Mare, Argeș
Budeasa Mare este satul de reședință al comunei Budeasa din județul Argeș, Muntenia, România.